# Carex neofilipes
Carex neofilipes är en halvgräsart som beskrevs av Takenoshin Nakai. Carex neofilipes ingår i släktet starrar, och familjen halvgräs. Inga underarter finns listade i Catalogue of Life.